# スペースシャトル・エンタープライズ

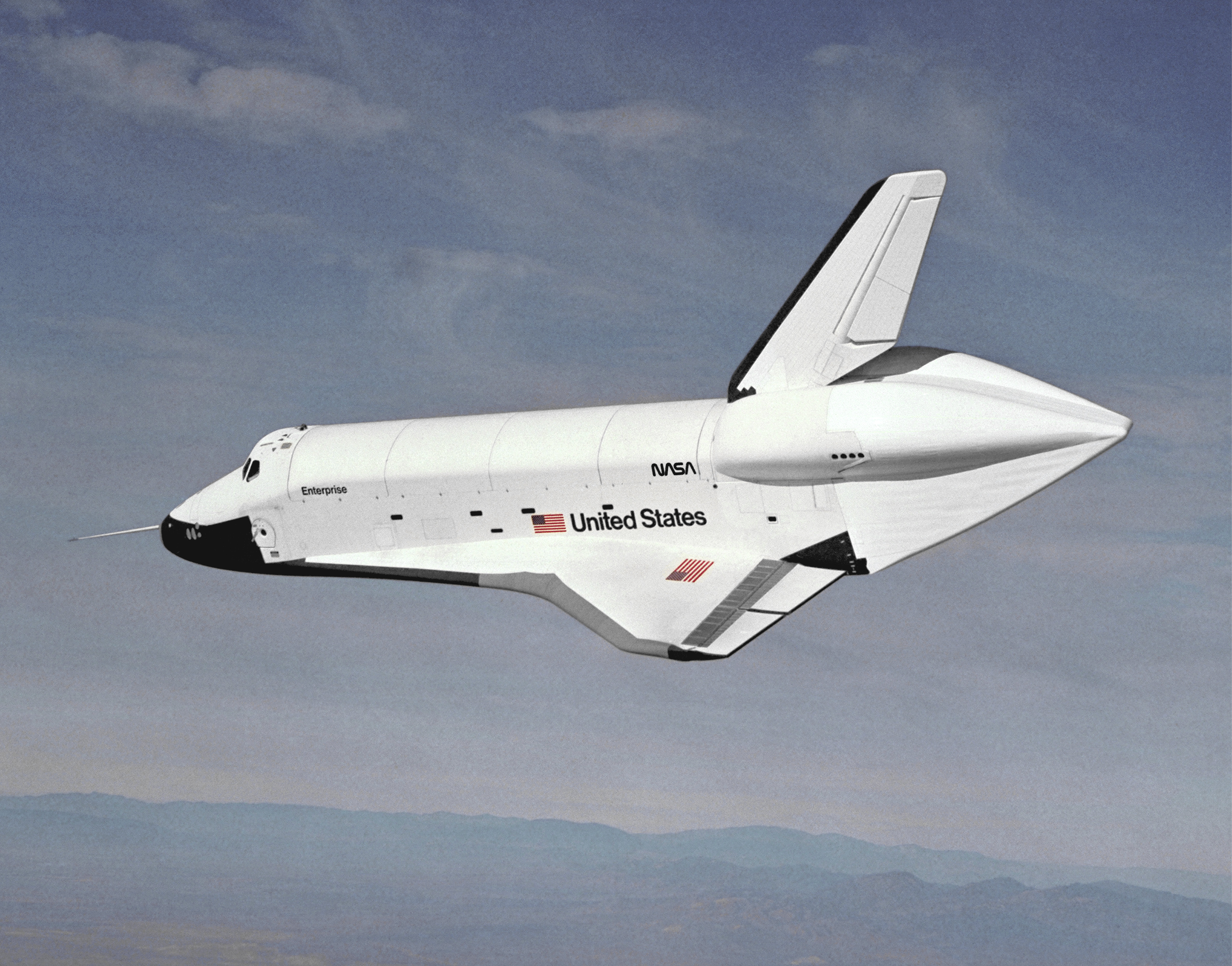
エンタープライズ

スペースシャトル・エンタープライズ（英語: Space Shuttle Enterprise, NASA型名: OV-101）は、スペースシャトル・オービターの1号機である。
1976年、アメリカ合衆国憲法発布200年を記念し、コンスティテューションと名付けられる予定だったが、『スタートレック』の宇宙船エンタープライズ号の名前をつけてほしいという手紙が多数届けられたため、当時のジェラルド・R・フォード大統領によってこの名が付けられた。
ただしこのエンタープライズは滑空実験機であり、ファン達の望んだ「宇宙船エンタープライズ号」の誕生とはならなかった。一時は滑空試験の終了後に宇宙飛行ができるように改装する計画があったが、かわりにチャレンジャーを改装することとなり見送られた。初めて宇宙へ行ったオービタは2号機のコロンビアである。チャレンジャーを爆発事故で喪失した際に再度改装案が持ち上がるも、新たにエンデバーを建造する方が適切と判断されて実現しなかった。
試験終了後、国立航空宇宙博物館別館に展示されていたが、その間にほかのオービタの修理に使うため、機体の一部が取り外された。スペースシャトルが全機退役した後、ディスカバリーが同館で展示され、エンタープライズはニューヨークのイントレピッド海上航空宇宙博物館に移されることになった。2012年4月24日、エンタープライズはボーイング747の背に乗せられたままニューヨーク市上空をデモ飛行し 、同年6月にイントレピッドへ搬入された。

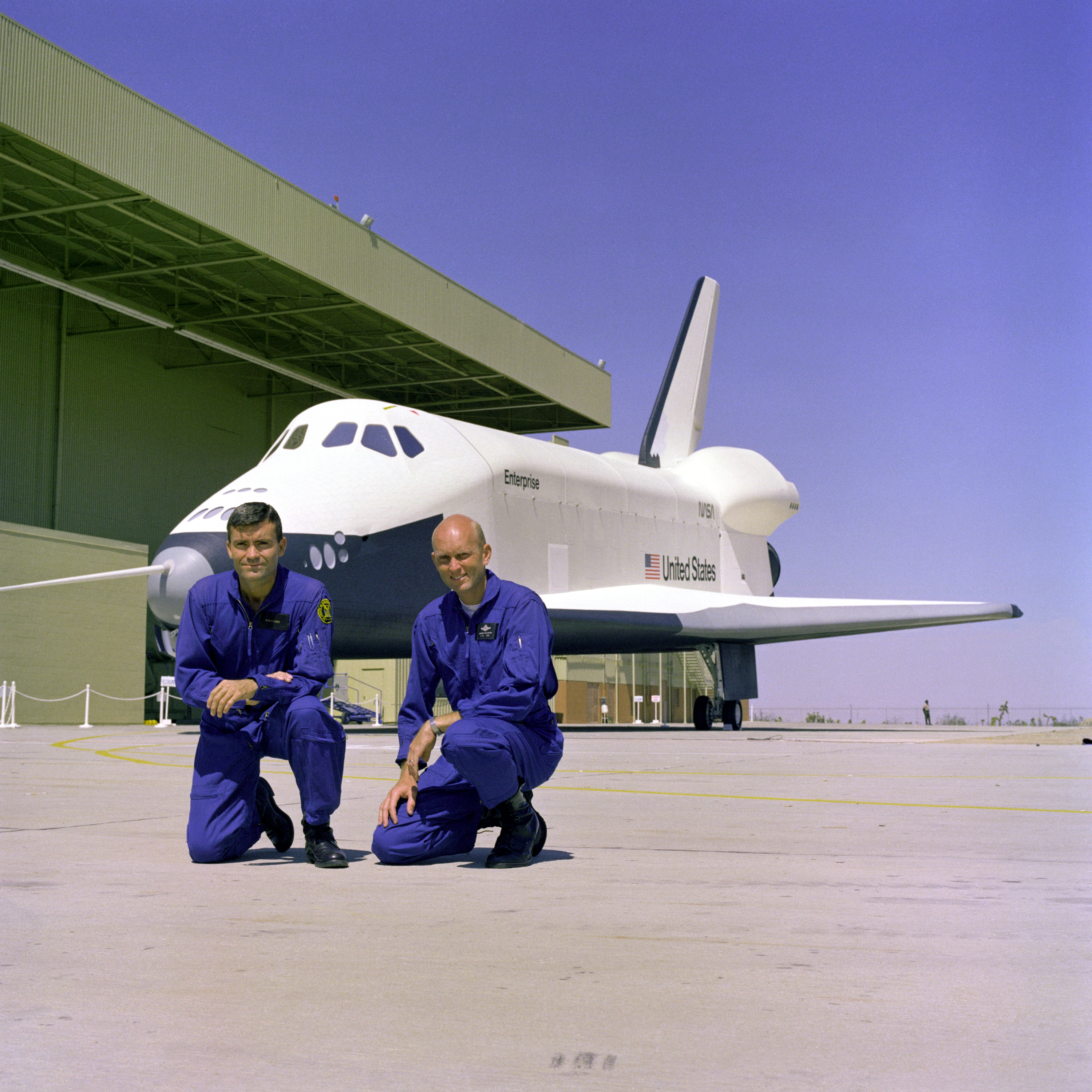
エンタープライズと滑空実験クルー　左側の腕を組んでいる人物がフレッド・ヘイズ　右側はゴードン・フラートン
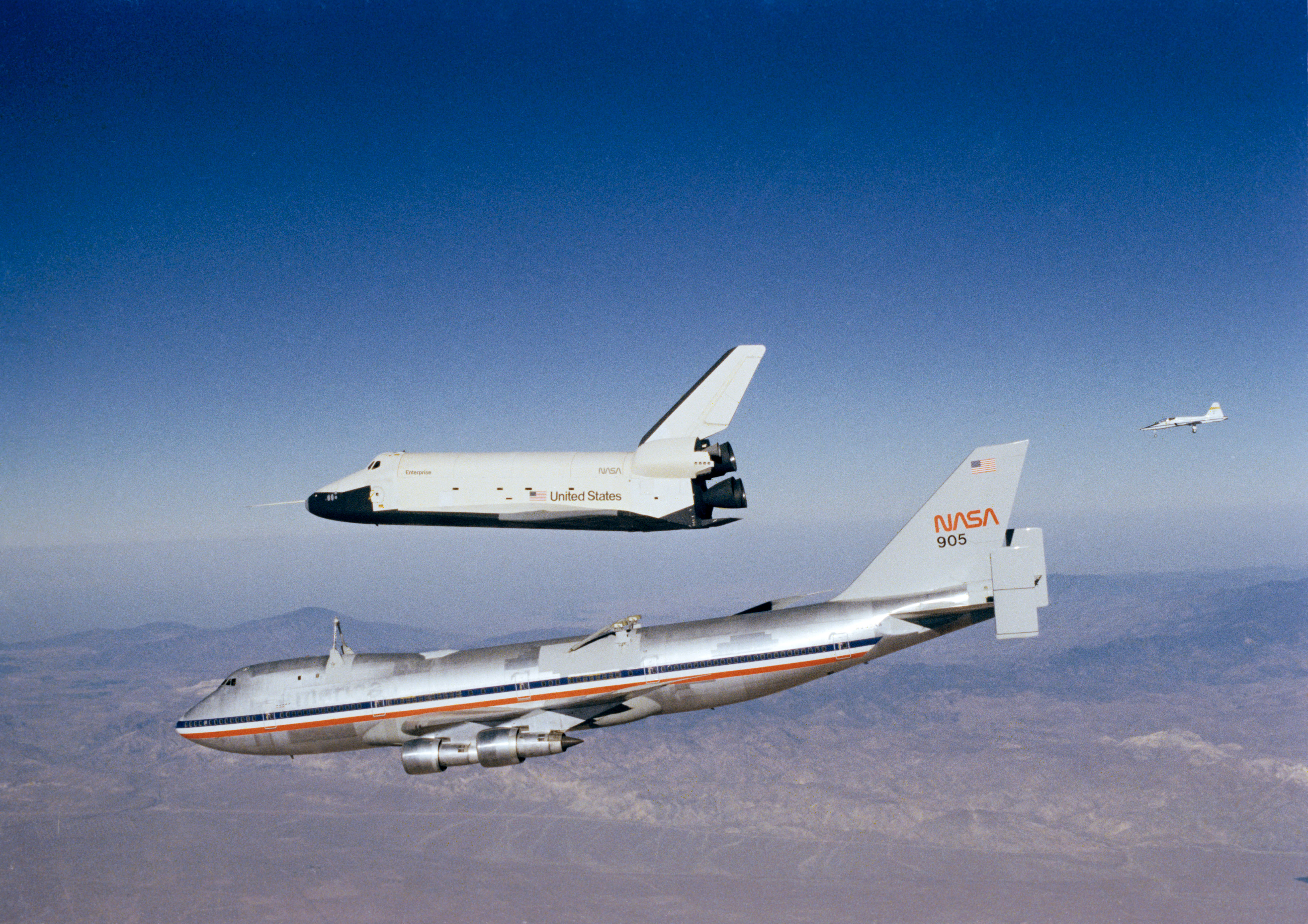
スペースシャトル輸送機から空中分離するエンタープライズ

## 関連記事
- コロンビア (Columbia) - 1981年4月12日初飛行。2003年2月1日、大気圏再突入後に空中分解事故で失われた。
- チャレンジャー (Challenger) - 1983年4月4日初飛行。1986年1月28日、打ち上げ直後に爆発事故で喪失。
- ディスカバリー (Discovery) - 1984年8月30日初飛行。
- アトランティス (Atlantis) - 1985年10月3日初飛行。
- エンデバー (Endeavour) - 1992年5月7日初飛行。失われたチャレンジャー号の代わりに新たに建造されたオービター。

このほかに実物大模型のパスファインダー (Pathfinder) もオービターとしてカウントされることがある。